# Knud Holmboe
Knud Holmboe, född 22 april 1902, död 13 oktober 1931, var en dansk journalist.
Holmboe började sin verksamhet 1921 i Horsens Avis och var 1927-28 redaktör för Aarhusposten och därefter knuten till Politiken. Två resor, 1924 till Marocko och 1925 till Turkiet, Syrien, Brittiska Palestinamandatet, Irak och Persien, väckte Holmboe ett starkt intresse för den muhammedanska Orienten. 1928 slog han sig ned i Marocko för att lära sig arabiska, konverterade 1929 till islam och företog därefter en äventyrlig bilfärd genom Nordafrika, skildrad i Ørkenen Brænder (1931, svensk översättning 1932). Hösten 1931 försökte han som pilgrim bege sig till Mekka men blev, inte långt från Aqaba, överfallen av beduiner och efter en äventyrlig flykt dödad.